# NGC 2492
NGC 2492 ist eine elliptische Galaxie vom Hubble-Typ E/S0 im Sternbild Zwillinge auf der Ekliptik. Sie ist schätzungsweise 301 Millionen Lichtjahre von der Milchstraße entfernt und hat einen Durchmesser von etwa 90.000 Lichtjahren. 

Im selben Himmelsareal befinden sich die Galaxien NGC 2490, IC 484, IC 485, IC 2213.
Das Objekt wurde am 24. Dezember 1827 vom britischen Astronomen John Herschel entdeckt.